# マイケル・ヒッチコック
マイケル・ヒッチコック（Michael Hitchcock,  1958年7月28日 - ）は、アメリカ合衆国のコメディアン、俳優、脚本家である。

## 来歴
1958年、オハイオ州ディファイアンスに生まれる。その後、イリノイ州へ移り住み、シカゴ郊外で育った。地元イリノイ州の高校を卒業後、ノースウェスタン大学で学び、その後カリフォルニア大学ロサンゼルス校で演劇を学んだ。ロサンゼルスを拠点とする即興コメディ劇団のザ・グラウンドリングスへ参加し、コメディアンとしての才能を開花させ、1991年にダーモット・マローニーら出演の青春映画『ハートブレイク・タウン』で脚本家デビュー。1993年には『The Making of '...And God Spoke'』で俳優として映画デビューも果たした。脚本家としてはその後、『プロブレム・チャイルド3』などのテレビ映画や、テレビ番組『マッドTV!』などへ参加。最近ではテレビドラマシリーズの『glee/グリー』なども手がけている。
俳優としても順調にキャリアを重ねており、同じく俳優で監督としても活躍するクリストファー・ゲスト監督の『ドッグ・ショウ!』や『みんなのうた』などのコメディ映画から、J・J・エイブラムス監督の『SUPER8/スーパーエイト』などのSF映画まで幅広く活躍している。コメディ出身ということもあり『ブライズメイズ 史上最悪のウェディングプラン』ではクリステン・ウィグ演じる主人公が働く宝石店の嫌味な上司をコミカルに演じている。

## 出演作品

### 映画
- The Making of '...And God Spoke' (1993)
- パーフェクト・ファミリー House Arrest (1996)
- Waiting for Guffman (1996)
- Shooting Lily (1996)
- ハッピー、テキサス Happy, Texas (1996)
- Can't Stop Dancing (1999)
- Dill Scallion (1999)
- シック・アズ・シーヴス Thick as Thieves (1999)
- ドッグ・ショウ! Best in Show (2000)
- ハートブレイカー Heartbreakers (2001)
- アイ・ラブ・ヒットマン Life Without Dick (2002)
- Bug (2002)
- ジャスティス The Badge (2002)
- Sol Goode (2003)
- みんなのうた A Mighty Wind (2003)
- Pretty Persuasion (2005)
- Greener Mountains (2005)
- セレニティー Serenity (2005)
- Danny Roane: First Time Director (2006)
- The Danny Comden Project (2006) ※テレビ映画
- For Your Consideration (2006)
- プリズン・フリーク Let's Go to Prison (2006)
- Smiley Face (2007)
- 団塊ボーイズ Wild Hogs (2007)
- Case Closed (2007)
- Just Add Water (2008)
- ジェシカ・シンプソンのミリタリー・ブロンド Major Movie Star (2008)
- 極秘指令 ドッグ×ドッグ Rogues Gallery (2010)
- Pete Smalls Is Dead (2010)
- For Christ's Sake (2010)
- ブライズメイズ 史上最悪のウェディングプラン Bridesmaids (2011)
- SUPER8/スーパーエイト Super 8 (2011)
- 同窓会 Reunion (2024)

### テレビドラマ
- Unhappily Ever After (1998, 1999)
- NYPDブルー NYPD Blue (1999)
- Grosse Pointe (2000, 2001)
- On the Spot (2003)
- アレステッド・ディベロプメント Arrested Development (2004)
- パイロット・シーズン Pilot Season (2004)
- ラスベガス Las Vegas (2004)
- デスパレートな妻たち Desperate Housewives (2005)
- Lovespring International (2006)
- アントラージュ★オレたちのハリウッド Entourage (2007)
- プッシング・デイジー 恋するパイメーカー Pushing Daisies (2008)
- Young Person's Guide to History (2008)
- Head Case (2009)
- MOACA/も～アカンな男たち Men of a Certain Age (2009, 2010)
- glee/グリー Glee (2009, 2012, 2013)
- スイート・ライフ オン・クルーズ The Suite Life on Deck (2009, 2010)
- パーティー・ダウン Party Down (2010)
- The League (2010)
- ユナイテッド・ステイツ・オブ・タラ United States of Tara (2010, 2011)
- ラリーのミッドライフ★クライシス Curb Your Enthusiasm (2011)
- Up All Night (2011)
- Easy to Assemble (2011)
- New Normal おにゅ～な家族のカタチ The New Normal (2012, 2013)

### テレビアニメ
- Tom Goes to the Mayor (2006)

## 脚本作品

### 映画
- ハートブレイク・タウン Where the Day Takes You (1992)
- アラビアン・ナイト The Princess and the Cobbler (1993)
- プロブレム・チャイルド3 Problem Child 3: Junior in Love (1995)
- パーフェクト・ファミリー House Arrest (1996)
- サタン・スクール/美しき悪魔 Satan's School for Girls (2000)
- The Ultimate Christmas Present (2000) ※テレビ映画
- The Bobby Lee Project (2008) ※テレビ映画
- プールサイド Poolside (2009)

### テレビ
- マッドTV! MADtv (1999 - 2007)
- glee/グリー Glee (2011 - 2014)

## 参照
1. 1 2  “Michael Hitchcock Biography”. 2014年8月3日閲覧。